# نادين كونر
نادين كونر (بالإنجليزية: Nadine Conner)‏ هي مقدمة برامج إذاعية ومغنية أوبرا ومغنية أمريكية، ولدت في 20 فبراير 1907 في كومبتون في الولايات المتحدة، وتوفيت في 1 مارس 2003 في لوس ألاميتوس في الولايات المتحدة.

## وصلات خارجية
- نادين كونر على موقع IMDb (الإنجليزية)
- نادين كونر على موقع ميوزك برينز (الإنجليزية)
- نادين كونر على موقع ديسكوغز (الإنجليزية)